# حجم قضيب الإنسان
القضيب أو العضو الذكري هو عضو التناسل لدى الذكور لجميع الفقاريات وغير الفقاريات.

## حجم القضيب
العضو الذكري له ثلاثة قياسات ممكنة هي:
- الطول بوضعية الاسترخاء:

ويعرف بأنه المسافة من الوصل القضيبي العاني وحتى صماخ البول (ذروة القضيب).
- الطول بوضعية التمطيط (القريبة من وضعية الانتصاب):

نفس القياس السابق ولكن بتمطيط القضيب للحد الأقصى.
- الثخانة:

وهو المحيط عند منتصف القضيب
أجريت دراسات عديدة لتحديد أرقام تلك القياسات الطبيعية من غير الطبيعية وتم استثناء الرجال المصابين بأمراض خلقية أو غدية أو تناسلية أو غيرها حيث تكون التغيرات في أحجام القضيب ثانوية، أي تالية لهذا المرض.
جدول بالأرقام الطبيعية (سم) لتلك القياسات الثلاثة:
الحد الأدنى الحد الوسطي الحد الأقصى الطول في حال الاسترخاء 5 9 13 المحيط في حال الاسترخاء 8.5 10 11.5 بالتمطيط 7.5 12.5 17.5
كما أجريت دراسات عديدة حول علاقة طول القضيب مع طول قامة الرجل ووزنه فتبين ما يلي:
- طول القضيب بحالة الاسترخاء يتناسب طرداً مع طول الرجل وعكساً مع وزنه.
- محيط القضيب بحالة الاسترخاء أيضاً يتناسب طرداً مع الطول وغير متناسبة مع الوزن.
- طول القضيب بالتمطيط يتناسب طرداً مع الطول وعكساً مع الوزن.

وطبيعي أن هناك تناسب بين الطولين في حالة الاسترخاء وبالتمطيط.
إن 2,5% فقط من الرجال لديهم أحجام أقل من الحد الأدنى الطبيعي حيث يبلغ طول القضيب بحالة الاسترخاء أقل من 4 سم وبالتمطيط أقل من 7 سم.
إن سبب عدم تناسب محيط القضيب مع الوزن هو عدم وجود شحم في جسم القضيب أما التناسب العكسي بين الطول والوزن فربما سببه عمق النسيج الشحمي في قاعدة القضيب فوق العانة عند مفرطي الوزن مما يخفي جزءً هاماً من الطول الوظيفي للقضيب.
أما حالات القضيب المفرطة أي التي تتجاوز الأرقام الطبيعية وهي 17,5 سم في حال التمطيط (تقريباً 18-20 سم بوضعية الانتصاب) فهي قليلة جداً.

## الأجزاء الداخلية للقضيب

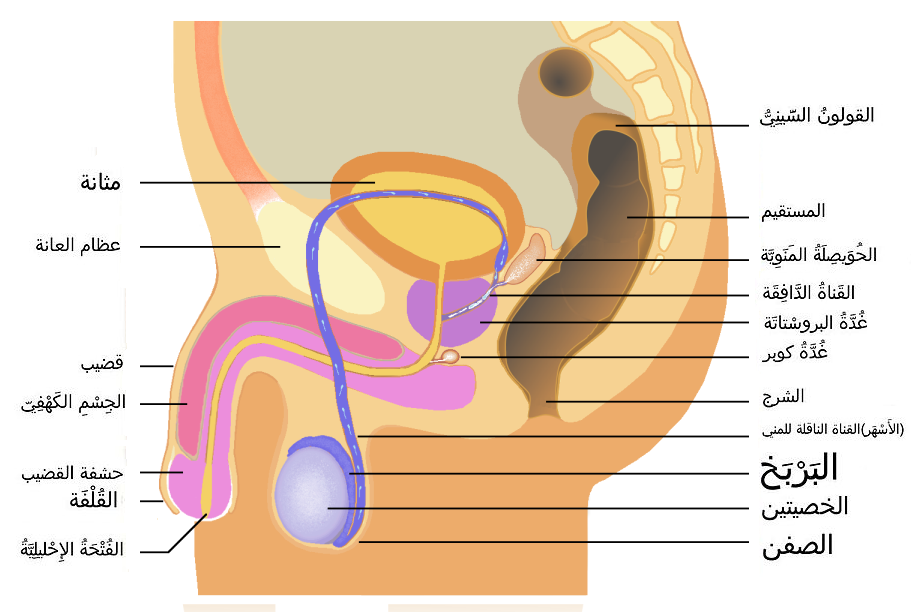
تشريح الجهاز التناسلي للذكر.

- البربخ: مجرى مكبب يقع فوق كل خصية يسلكه المني بعد خروجه من الخصية، وهنالك يبلغ المني قبل عبوره إلى القناة الناقلة.
- القناة الناقلة للمني (الأسهر) vas deferens: قناة يسلكها المني لدى خروجه من الخصية وبعد عبوره البربخ باتجاه الاحليل.
- الاحليل (بالإنجليزية: urethra): قناة داخل القضيب يسلكها المني لدى خروجه من الجسم.
- غدة البروستات: غدة بحجم الجوزة، موجودة قرب المثانة حيث يبدأ الاحليل ويحيط بها، تنتج إفرازات بيضاء لبنية رقيقة تشكل جزءا من المني وتساعد الخلايا المنوية على التحرك.
- الحويصلات المنوية: غدة منوية موجودة في أسفل المثانة تفرز سائلا سميكا لبنيا يشكل جزءا من المني، يؤمن هذا السائل الغذاء للحيوانات المنوية (النطفة).
- غدة كوبر (بالإنجليزية: cooper gland): غدتان من جهة وأخرى من الاحليل تحت غدة البروستات، بحجم البازيلا، تتدفق منها، عند الإثارة الجنسية، إفرازات دبقة لا لون لها.

## القذف
القذف هو إخراج سائل منوي من داخل القضيب، والتي تعني بدورها انتهاء فترة نشوة جنسية، عملية القذف لا تتم شرطا على لمس القضيب بل هي أيضًا عوامل نفسية معقده للغاية وتاكيد على ذلك القذف أثناء النوم (الإحتلام).

## صعوبات في تحديد حجم القضيب الطبيعي
ليس من السهل معرفة الحجم الطبيعي للقضيب، لأنه يختلف من شخص لاخر بل انه أيضا يختلف باختلاف الاعراق. إلا أن الدراسات والابحاث التي أجريت منذ زمن والتي ما زالت مستمره إلى الآن تؤكد ان قضيبا بحجم 3 انش أي (7.5 سم) يكفي لنجاح العملية الجنسية.
هذه قائمة بحسب حجم متوسط العضو الذكري، وقائمة التي تظهر مدى متوسط العضو الذكري لكل دولة مرفقة مع المرتبة التي حضيت بها تلك الدولة.
في دراسة نشرت في مجلة علم أمراض المسالك البولية (Journal of Urology) والتي استهدفت 80 رجلًا بحالة صحية جيدة، وجدت ما يأتي:
- معدل الحجم الطبيعي للقضيب في حال الراحة هو 8.8 سم.
- معدل الحجم الطبيعي للقضيب في حال الانتصاب وصل إلى 12.9 سم.